# IOTA (protocolo)
IOTA es una tecnología de registro de datos distribuida de código abierto, cuyo objetivo es permitir de forma segura el intercambio de información y valor en el Internet de las Cosas. Una de las principales innovaciones de IOTA radica en que, en vez de la tradicional Blockchain, utiliza una arquitectura propia (The Tangle) basada en un concepto matemático llamado Grafo Acíclico Dirigido (DAG). El protocolo IOTA se encuentra actualmente en fase de desarrollo. IOTA fue fundada en 2015 por David Sønstebø, Sergey Ivancheglo, Dominik Schiener y Serguei Popov. IOTA soporta los smart contracts desde el 4 de marzo de 2021 y aspira a ser una red totalmente descentralizada sin comisiones. 
El proyecto es supervisado por la Fundación IOTA, iotafoundation.eth, una entidad sin ánimo de lucro situada en Alemania, que se encarga del desarrollo de la tecnología y de fomentar su adopción.

## Moneda y unidades
Iota es la moneda utilizada para trasmitir valor a través del protocolo de IOTA. El suministro total de Iotas es de 2.779.530.283.000.000, este suministro es fijo y nunca se crearán más Iotas. Dicha cantidad se creó en el momento en el que empezó a funcionar la red a través de la transacción génesis. El 100% de la monedas fueron distribuidas a través de una ICO (Initial Coin Offering)  entre los primeros inversores del proyecto. No se reservó ninguna cantidad para los desarrolladores ni para la Fundación. Para la creación de la Fundación la comunidad donó alrededor del 5% del total de las monedas. 
La unidad de cuenta más pequeña en IOTA es un Iota. Los nombres de las unidades más grandes son creados utilizando como referencia los prefijos utilizados en el sistema métrico. Un millón de Iotas forman un MegaIota o Miota (Mi), esta unidad es la utilizada para la compra-venta en las casas de cambio. Por orden de  tamaño, los nombres de las unidades son:
| Iota     | = 1 Iota  | = 1i  | = 1i                     |
| KiloIota | = 1 Kiota | = 1Ki | = 1,000i                 |
| MegaIota | = 1 Miota | = 1Mi | = 1,000,000i             |
| GigaIota | = 1 Giota | = 1Gi | = 1,000,000,000i         |
| TeraIota | = 1 Tiota | = 1Ti | = 1,000,000,000,000i     |
| PetaIota | = 1 Piota | = 1Pi | = 1,000,000,000,000,000i |

No se debe confundir con la notación de prefijo binaria donde 1 KiB son 1024 Bytes.
En 2023 con la actualización de Stardust, después de una bifurcación dura, se ejecutó una liberación de tokens quincenal temporal durante cuatro años, después de los cuales se habrá alcanzado el suministro total. Esta liberación de tokens a lo largo de cuatro años equivaldrá a una inflación temporal promedio del 12 % anual. Después de estos cuatro años, el suministro de tokens en circulación de IOTA será igual a su nuevo suministro total fijo de 4.600.000.000 IOTA. 
Donde en lugar de kilo (KIOTA), mega (MIOTA), giga (GIOTA), tera (TIOTA), peta (PIOTA), la nueva unidad más pequeña en IOTA se llama "micro", o "micros" para unidades múltiples. Lo que antes era 1 MIOTA ahora será simplemente un IOTA. 1.000.000 micros equivalen a 1 IOTA.

## Coordinador
Actualmente la red de IOTA se encuentra administrada por un Coordinador, que durante la fase de desarrollo y adopción del protocolo se encarga de evitar ataques a la red emitiendo las llamadas "milestones". Mientras el Coordinador este activado, los nodos de la red únicamente validarán aquellas transacciones que hayan sido referenciadas previamente por estas "milestones".

## Fundación IOTA
La Fundación IOTA es una organización sin ánimo de lucro situada en Alemania que coordina y financia el desarrollo de la tecnología y del ecosistema de IOTA. La Fundación IOTA ha sido la primera asociación sin ánimo de lucro alemana que ha sido financiada exclusivamente con criptomonedas. En noviembre de 2017, la fundación tenía a su disposición un fondo de 100 millones de dólares para llevar a cabo esta tarea. Donaciones en iotafoundation.eth
La Fundación colabora con organizaciones (gobiernos, empresas y ONGs)  para acelerar el desarrollo y adopción de IOTA como un proyecto de código abierto. Además es, junto a la comunidad de desarrolladores, la principal encargada de la investigación y desarrollo del protocolo. Los órganos más importantes de la Fundación son:
- Junta de directores.

Se encarga de la dirección de la Fundación y de establecer las prioridades en el desarrollo de IOTA.  Está formada por Ralf Rottmann, Dominik Schiener, Serguei Popov y Sergey Ivancehglo.
- Junta de Supervisión.

Formada por expertos de la industria que proporcionan una supervisión externa de la Fundación y consejo a la Junta Directores. Está formada por Johann Jungwirth (Chief Digital Officer (CDO) del grupo  Volkswagen), Richard Soley (CEO de OMG y director ejecutivo del Consejo de Estándares de la Nube y del Consorcio del Internet Industrial)

## Críticas
A largo de los últimos meses de 2017 miembros de la Iniciativa de Monedas Digitales (DCI) del Media Lab del MIT publicaron una serie de artículos señalando una serie de supuestas vulnerabilidades y de defectos en el diseño de IOTA. Dichas críticas se centraban principalmente en la función criptográfica utilizada por IOTA, en la existencia del Coordinador y en la participación de Microsoft en el Mercado de Datos.
La Fundación IOTA publicó un artículo en su página web respondiendo a estas críticas y señalando potenciales conflictos de intereses de los miembros del DCI.

## Cartera
Los fondos de los usuarios se encuentran guardados en direcciones en el Tangle. A través de una cartera, que funciona como una especie de navegador que interactúa con el Tangle, se puede acceder y utilizar estos fondos. Para poder acceder a la cartera los usuarios tienen que introducir su semilla. La semilla es un código de 81 caracteres compuesto por letras del alfabeto latino y el número 9. Estos caracteres deben ser generados aleatoriamente para evitar robos de fondos. La única manera de acceder a la cartera es a través de la semilla por lo que la pérdida o robo de la misma supondría la irrecuperabilidad de los fondos. Se recomienda almacenar los fondos en la cartera Trinity, desarrollada por la Fundación, y disponible para Windows, Mac, Linux, Android e IOS. Dicha cartera genera de forma segura la semilla y la guarda con varias capas de encriptación dentro del dispositivo en el que está la cartera. Se recomienda guardar una copia física (en papel) de la semilla.

## Casas de cambio
Para poder comprar y vender Iotas es necesario acudir a las casa de cambio. Las casas de cambio funcionan como mercados que ponen en contacto a compradores y vendedores. En estos mercados se intercambian Miotas por dinero fiat (dólares, euros...), Bitcoins o Ethers. Las casa de cambio más importantes por volumen de negociación son:
- Bitfinex[7] (No permite el acceso a ciudadanos de EE. UU.)
- Binance[8]
- OKex[9] (No permite acceso a ciudadanos de EE. UU.)
- CoinOne[10]